# État d'Enugu
Cet article concerne l’État nigérian. Pour la ville, voir Enugu.
Enugu est un État du sud-est du Nigeria. Il a pris le nom de sa ville principale, Enugu.

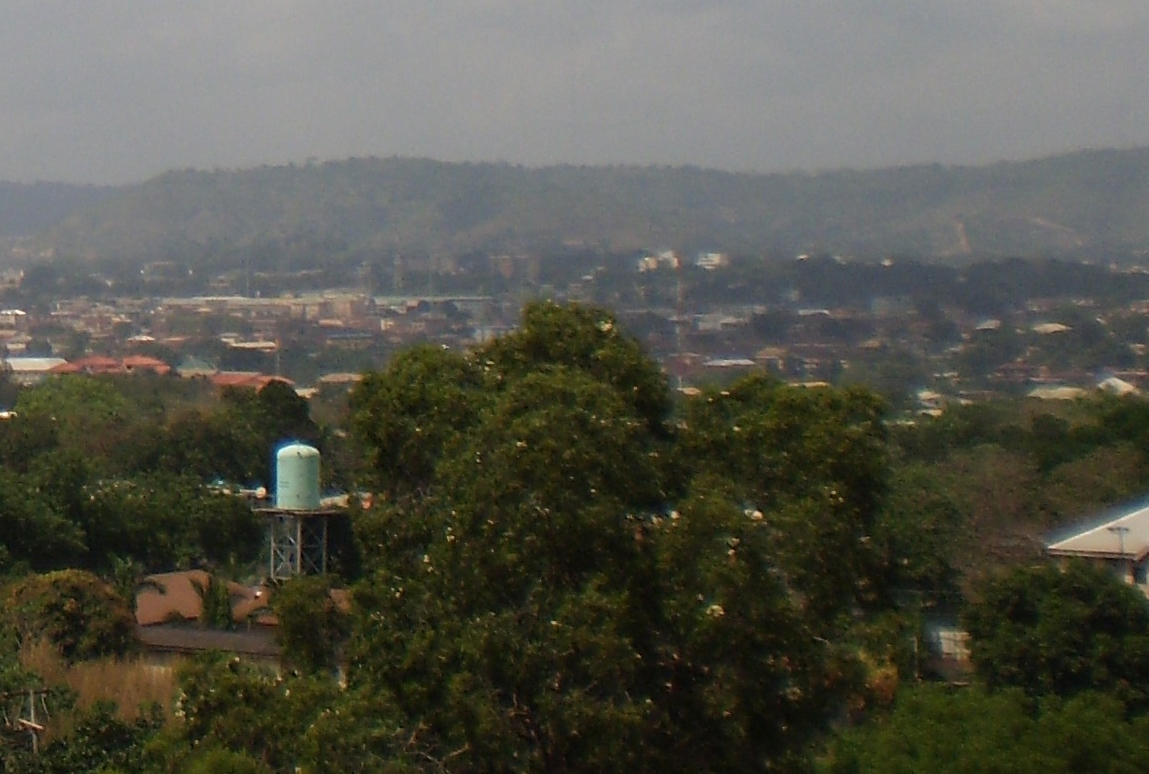
État d'Enugu

## Histoire
L'État a été créé le 27 août 1991 d'une division de l'État d'Anambra.
En 1996, la région d'Abakaliki est séparée pour former le nouvel État d'Ebonyi.

## Géographie
L'État est bordé au sud par l'État d'Abia, à l'ouest par l'État d'Anambra, au nord par les États de Kogi et de Benue et à l'est par l'État d'Ebonyi.
Les principales villes, outre la capitale Enugu, sont : Nsukka, Oji-River, Awgu et Udi.

## Divisions
L'État d'Enugu est divisé en 17 zones de gouvernement local : 
Aninri, Awgu, Enugu East, Enugu North, Enugu South, Ezeagu, Igbo-Etiti, Igbo-Eze North, Igbo-Eze South, Isi-Uzo, Nkanu East, Nkanu West, Nsukka, Oji River, Udenu, Udi et Uzo-Uwani.

## Économie
Bien qu'essentiellement agricole (igname, riz...), l'État dispose d'importantes ressources naturelles, principalement du charbon, mais aussi du fer, du gaz naturel et du pétrole.

## Culture
Enugu est un des États du Nigeria qui se distinguent par leur uniformité linguistique, l'igbo étant la langue commune de tous ses habitants.
L'État est riche de plusieurs écoles d'art très vivantes dans le domaine de la sculpture et de la peinture. Enugu et Nsukka accueillent des communautés d'artistes importantes dont quelques-uns des grands noms de l'art contemporain en Afrique de l'Ouest comme El Anatsui, Chris Afuba ou Obiora Anidi.
L'alliance française d'Enugu, créée en 2003, est aujourd'hui l'institution la plus active dans le domaine culturel à Enugu. Avec des campus à Nsukka (UNN) et à Enugu (UNEC), l'Université du Nigeria est l'une des plus importantes universités fédérales du pays.

## Personnalités
- Flavour N'abania (1983-), chanteur nigérian .